# Chinjeolhan geumjassi
Chinjeolhan geumjassi (hangul: 친절한 금자씨; no Brasil: Lady Vingança; em Portugal: Vingança Planeada) é um filme de suspense psicológico sul-coreano de 2005 dirigido por Park Chan-wook e escrito por Jeong Seo-kyeong e Chan-wook. Estrelado por Lee Young-ae e Choi Min-sik, é o terceiro filme da trilogia Vingança, precedido por Boksuneun naui geot (2002) e Oldeuboi (2003).

## Elenco
- Lee Young-ae - Lee Geum-ja
- Choi Min-sik - Mr. Baek (Baek Han-sang)
- Kwon Yea-young - Jenny
- Kim Si-hoo - Geun-shik
- Oh Dal-su - Mr. Chang
- Lee Seung-shin - Park Yi-jeong
- Go Soo-hee - Ma-nyeo